# الشعب (تعز)
الشعب هي إحدى قرى الجمهورية اليمنية. وهي تتبع جغرافيًا لمحافظة تعز. وإداريًا لمديرية الصلو. يبلغ تعداد سكانها 1031 نسمة حسب الإحصاء الذي جرى عام 2004.